# Veterinarski Glasnik
O periódico científico Veterinarski Glasnik é dedicado à área de Medicina Veterinária, publicado desde 1904. 

## Sobre o periódico
O periódico científico Veterinarski Glasnik é dedicado ao progresso e expansão dos conhecimentos científicos no campo da Medicina Veterinária, assim como das disciplinas acadêmicas relacionadas. Durante sua longa tradição de publicações, o periódico mudou de nome, do editorial e de editores. Veterinarski Glasnik publica contribuições científicas como artigos originais, artigos de revisão, comunicações, relato de casos e carta ao editor. É publicado em inglês, com resumos em inglês e sérvio, duas vezes ao ano, com acesso público, que permite melhor visualização dos artigos. Na página da web do periódico estão as instruções para a preparação e submissão de manuscritos, o processo de revisão e outras informações. A editora do periódico é da Universidade de Belgrado, Faculdade de Medicina Veterinária.

## Indexação
- DoiSerbia[3]
- SCIndeks[4]
- DOAJ[5]
- EBSCO
- CABI

## Tópicos
- Medicina Veterinária
- Anatomia
- Histologia
- Endocrinologia
- Fisiologia
- Bioquímica
- Biologia molecular
- Microbiologia
- Imunologia
- Farmacologia
- Parasitologia
- Patologia
- Cirurgia
- Reprodução Animal
- Medicina Interna
- Enfermidades infecciosas
- Higiene e tecnologia de alimentos de origem animal
- Nutrição animal
- Higiene de zoológicos
- Bem-estar animal

## Galeria

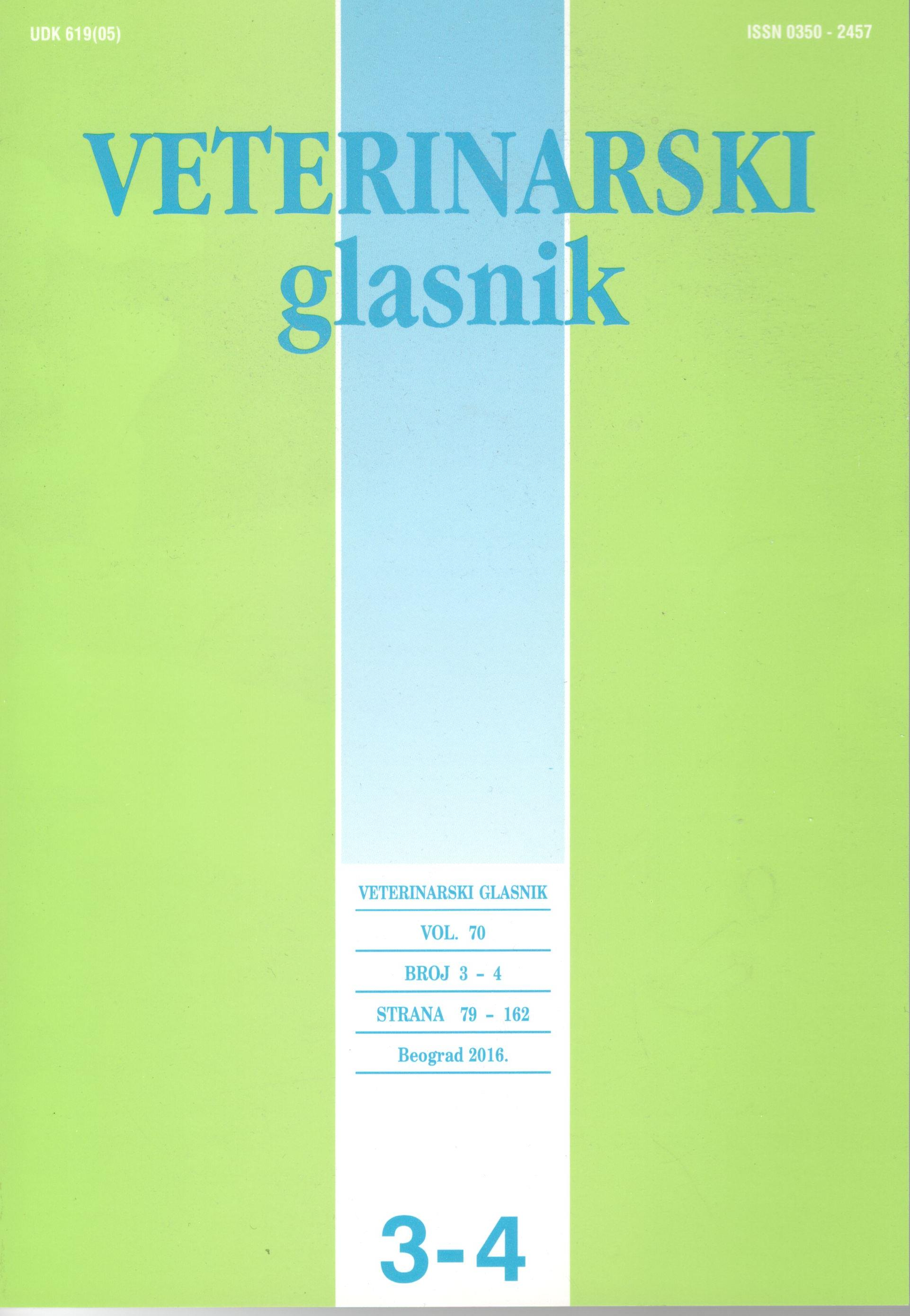
Veterinarski Glasnik, 2016
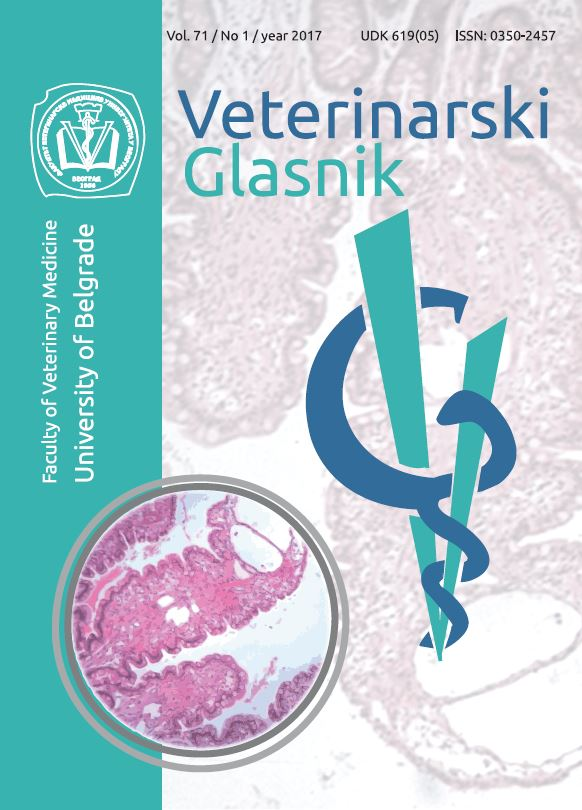
Veterinarski Glasnik, 1/2017
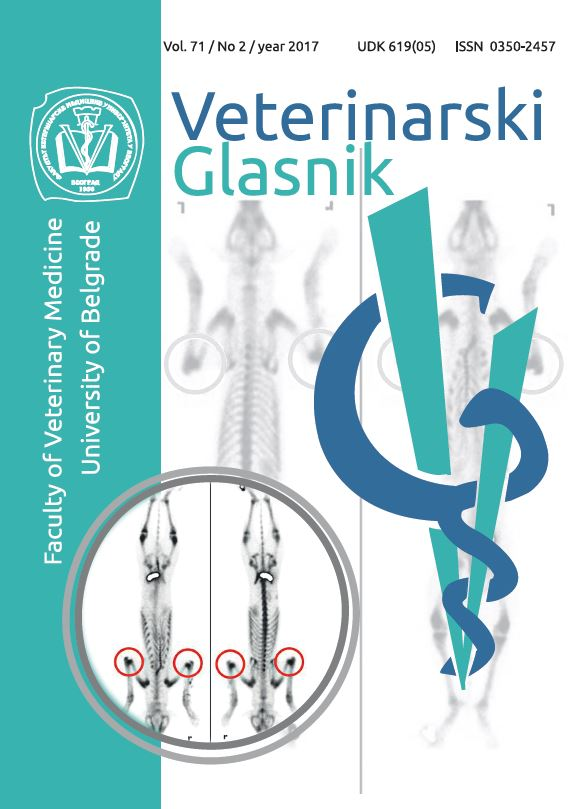
Veterinarski Glasnik, 2/2017
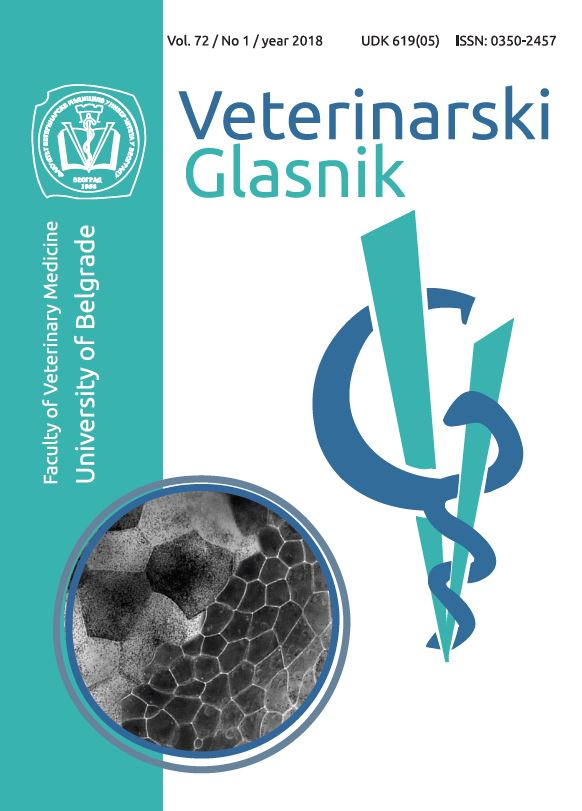
Veterinarski Glasnik, 1/2018